# Nowhere (musikalbum)
Nowhere är det brittiska rockbandet Rides debutalbum, släppt 15 oktober 1990 på skivbolaget Creation.

## Låtlista
1. "Seagull" – 6:09
2. "Kaleidoscope" – 3:01
3. "In a Different Place" – 5:29
4. "Polar Bear" – 4:45
5. "Dreams Burn Down" – 6:04
6. "Decay" – 3:35
7. "Paralysed" – 5:34
8. "Vapour Trail" – 4:18

### Fotnoter
1. ↑  ”Nowhere” (på engelska). Discogs. 11 mars 1990. https://www.discogs.com/Ride-Nowhere/master/19469. Läst 27 mars 2017.